# 克卢埃
克卢埃（法語：Cloué，法語發音：[klue]）是法国新阿基坦大区维埃纳省的一个市镇，位于该省西部，属于普瓦捷区和大普瓦捷城市公共社区。

## 地理
克卢埃（46°26'32"N, 0°9'53"E）面积12.21 平方千米，位于法国新阿基坦大区维埃纳省，沃讷河自西向东流经境内。
与克卢埃接壤的市镇（或旧市镇、城区）包括：塞勒莱韦斯科、库隆比耶、吕西尼昂、马尔赛。
克卢埃的时区为UTC+01:00、UTC+02:00（夏令时）。

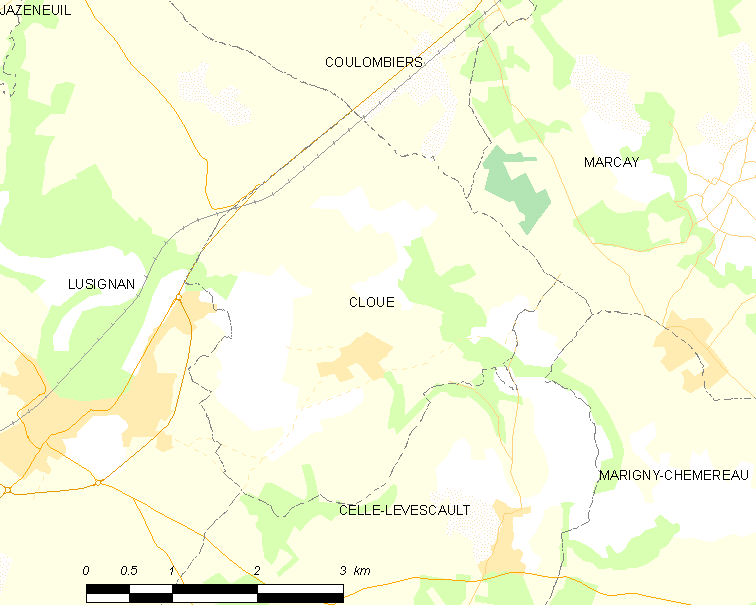
克卢埃的OSM定位图

## 行政
克卢埃的邮政编码为86600，INSEE市镇编码为86080。

## 政治
克卢埃所属的省级选区为吕西尼昂县。

## 交通
维埃纳省省道D97线和D97B线在境内交汇。

## 人口

1962-2008年间克卢埃人口变化图示

克卢埃于2022年1月1日时的人口数量为492人。